# Підзолисті ґрунти
Підзо́листі ґрунти́ (підзо́ли) — тип ґрунтів, що формуються в областях бореальних і помірних поясів під хвойними і мішаними лісами з моховим, мохово-трав'яним і мохово-чагарниковим покриттям. Підзоли займають близько 485 млн га, в основному в північній півкулі (північні широти Європи і Західного Сибіру, Канада). У вологих тропіках під світлими лісами (північна та південна Австралія, вздовж Ріу-Негру) на площі близько 10 млн.га поширені тропічні підзоли.
Вперше були описані російським вченим В. В. Докучаєвим в 1879 році. Розвиток зумовлений утворенням грубого, сильнокислого гумусу і комбінацією процесів переміщення та накопичення метало-гумусових комплексів, завдяки яким формується ілювіальний горизонт (spodic), що залягає під горизонтом, схожим на попіл (золу). В Україні такі ґрунти ще називають попільнякові, зокрема так називав їх відомий український ґрунтознавець Григорій Махів. 
Ґрунти мають кислу реакцію, розвиваються в умовах промивного режиму і періодичного перезволоження. В результаті опідзолення ґрунтів верхня частина профілю збіднена мулом, фізичною глиною, полуторними окисами і відносно збагачена кремнеземом. Під лісовою підстилкою (з вмістом 2—4 % гумусу) розташований освітлений підзолистий (елювіальний) горизонт, нижче — збагачений оксидами заліза і гумусом більш темний і важчий за гранулометричним складом горизонт вмивання (ілювіальний), який донизу переходить у материнську породу.
Підзолисті ґрунти із сильно вираженою диференціацією профілю за морфологічними ознаками називаються підзолами. Серед підзолистих ґрунтів виділяють глеєво-підзолисті та дерново-підзолисті.
Підзолисті ґрунти головним чином поширені в північних районах помірних широт Європи, Західного Сибіру, Далекого Сходу, а також в Північній Америці.
Землеробське освоєння підзолистих ґрунтів стримується малою тривалістю вегетаційного періоду і нестачею в ґрунтах поживних речовин (заззвичай потребують вапнування, внесення органічних імінеральних добрив, інколи осушення).